# Cronofotografia
A cronofotografia é uma técnica fotográfica da Era Vitoriana, que capta movimento em vários quadros (frames) de impressão. Essas impressões podem ser organizadas posteriormente como células de animação ou em camadas em um único quadro. É um antecessor da cinematografia e do filme em movimento, envolvendo uma série de câmeras diferentes, originalmente criadas e usadas para o estudo científico do movimento.

## Definição
A cronofotografia é definida como "um conjunto de fotografias de um objeto em movimento, tiradas com o objetivo de gravar e exibir fases sucessivas do movimento". O termo foi cunhado pelo fisiologista francês Étienne-Jules Marey para descrever fotografias de um movimento a partir das quais as medidas poderiam ser tomadas e este movimento poderia ser estudado. É derivado da palavra grega χρόνος (Chronos), que traduz-se como "tempo", combinada com fotografia.

## História
A fotografia é uma arte e ciência que foi inventada e desenvolvida a partir da década de 1830. Inicialmente, era usada como um dispositivo de documentação - para retratos, momentos históricos, batalhas de guerra, e assim por diante. Com a rapidez com que o mundo tecnológico e artístico começou a se desenvolver, novos usos e ideias para a câmera também passaram a se desenvolver. Com a invenção da câmera fotográfica, a arte não precisava mais necessariamente capturar a vida. A câmera se tornou a fonte dominante de representação precisa da vida. À medida que a tecnologia se tornava mais sofisticada, o mesmo acontecia com as atividades para as quais as pessoas precisavam de câmeras.
Os primeiros fotógrafos do Daguerreótipo (primeiro processo fotográfico a ser anunciado e comercializado ao grande público) tiravam várias fotos de um assunto, principalmente para aumentar suas chances de obter uma imagem bem-sucedida. Esta também era uma solução sensata quando várias fotos eram necessárias, pois os daguerreótipos não podiam ser reproduzidos (exceto fotografando um daguereótipo existente). Por volta do início da década de 1840, alguns fotógrafos usavam várias câmeras, resultando em séries de fotos com pequenas diferenças de tempo e/ou ângulo. No entanto, as mudanças nas poses ou nos ângulos entre as exposições geralmente visavam a aparência mais vantajosa do modelo. Essas não eram as mudanças leves e regulares necessárias para uma sequência cronofotográfica.

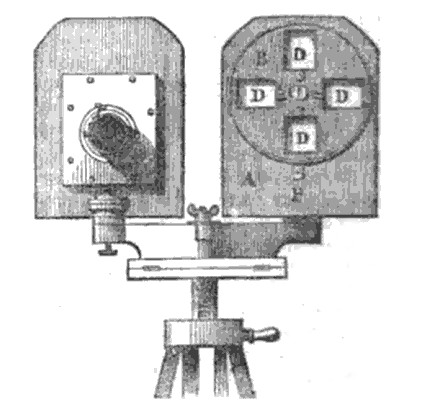
Sistema multiplicador de Antoine Claudet

Em 1844, Antoine Claudet exibiu alguns "retratos múltiplos" na Exposição Industrial Francesa de 1844, incluindo uma série de doze retratos mostrando seu rosto de perfil, do lado esquerdo para o lado direito. Ele havia fotografado em Londres em 1843 com um simples multiplicador que permitia exposições sucessivas de partes de placas de daguerreótipos em muito pouco tempo. Claudet considerava essas fotos como espécimes curiosos de fotografia de pouca utilidade prática e as esqueceu. Depois que os irmãos Mayer patentearam um "multiplicador" em 1850, Claudet contestou a prioridade de sua invenção. Em 1853, André-Adolphe-Eugène Disdéri popularizou o multiplicador através da produção em massa de "cartes de visite".
No início da década de 1850, alguns fotógrafos faziam "imagens em movimento" tirando fotografias de um sujeito em uma série de poses simulando fases do movimento, usando vários dispositivos para exibi-los um após o outro, em rápida sucessão. O fabricante de instrumentos inglês Francis Herbert Wenham (ou, possivelmente, um Frederic Wenham menos conhecido) afirmaria, em 1895, que no ano de 1852 já havia feito uma série de dez imagens estereoscópicas para serem vistas em dois fenacistoscópios. Em 1861, o engenheiro americano Coleman Sellers II recebeu em seu país a patente nº 35.317 para o kinematoscópio, um dispositivo que exibia "imagens estereoscópicas para fazê-las representar objetos em movimento". Ele usou três conjuntos de fotografias estereoscópicas em sequência com algumas duplicatas para regular o fluxo de um simples movimento repetitivo, mas também descreveu um sistema para séries muito grandes de imagens de movimentos complicados. Foi necessário um tipo de fotografia com pixilação, porque os materiais fotográficos disponíveis naquele momento não eram sensíveis o suficiente para permitir as exposições muito curtas necessárias para fotografar objetos que estavam realmente se movendo. Melhorias na sensibilidade das emulsões fotográficas tornaram possível a cronofotografia em tempo real.

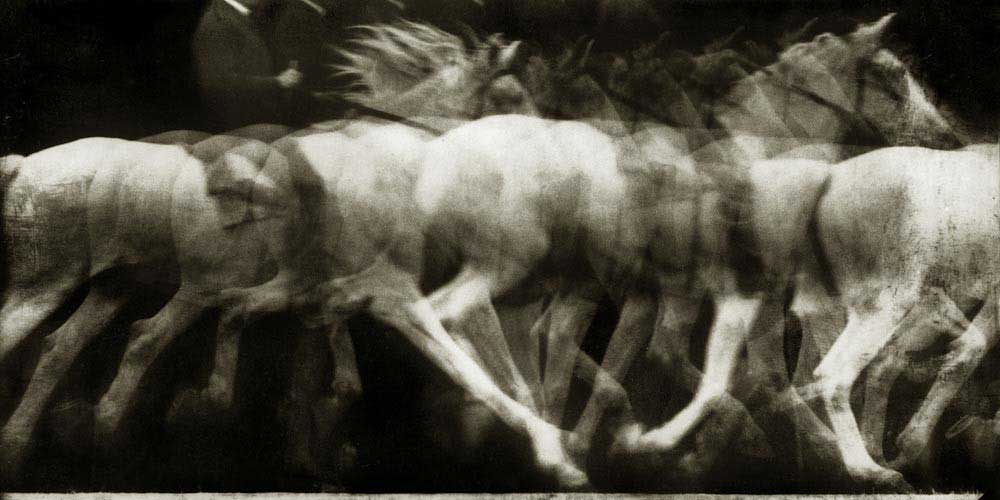
Estudo cronofotográfico de 1886 sobre o movimento de um cavalo, por Étienne-Jules Marey

Em 1872, Leland Stanford, ex-governador da Califórnia e entusiasta de cavalos, contratou Eadweard Muybridge para fornecer provas fotográficas de que, em alguns instantes, um cavalo galopando tem todos os quatro cascos do chão. Muybridge alinhou parte de uma pista de corridas com uma fileira de câmeras que tinham persianas conectadas a uma série de arames, e depois fotografava um cavalo contra um fundo branco enquanto passava a galope. Uma das fotografias de silhueta resultantes forneceu a prova desejada. No final daquela década, com o benefício de chapas fotográficas mais sensíveis, ele obteve resultados muito melhores. Muybridge também organizou essas sequências de fotografias em ordem em torno da superfície interna de um zootropo; quando o dispositivo parecido com um tambor foi girado, um observador olhando através de seus slots viu uma imagem animada. A primeira sequência cronofotográfica de Muybridge é conhecida como "Sallie Gardner at a Gallop" (Sallie Gardner em galope).
As imagens do cavalo causaram espanto ao público, pois ninguém havia visto uma documentação tão precisa do movimento do animal. Muybridge foi posteriormente contratado para fotografar uma variedade de outros objetos em movimento.
Mais tarde, em 1878, Albert Londe foi contratado como fotógrafo médico pelo neurologista Jean-Martin Charcot. Londe usou uma câmera com nove lentes e um intrincado sistema de cronometragem para estudar os movimentos físicos e musculares dos pacientes. Com o tempo, Londe refinou esse sistema para poder tirar uma sequência de doze fotos em apenas um décimo de segundo.

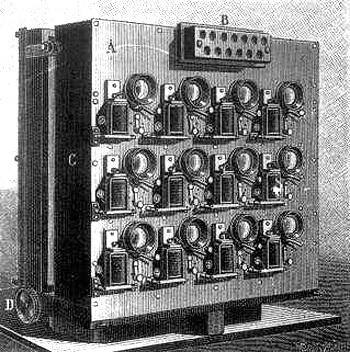
Étienne-Jules Marey: Câmera de 12 lentes de Albert Londe, 1893.

O fisiologista Étienne-Jules Marey começou a usar a técnica para estudar mais de perto o movimento, o vôo e o exercício. Ele logo descobriu que, sobrepondo-se as impressões celulóides umas sobre as outras, ele era capaz de ver fases do movimento e estudar suas relações entre si em um único quadro.
Georges Demenÿ, assistente de Marey, desenvolveu ainda mais aplicações para a reprodução do movimento, principalmente na criação de um projetor simples chamado estroboscópio. Ele e o fotógrafo alemão Ottomar Anschutz compartilharam o desenvolvimento da tecnologia de projeção, usando cronofotografias e projetores para criar movimentos muito parecidos com a projeção que conhecemos hoje. Anschutz levou esse conceito ainda mais longe, desenvolvendo cronofotografias para utilizar seus projetores como entretenimento. Anschutz conseguiu desenvolver uma câmera de mão dobrável com um "obturador de plano focal", um modelo anterior de fole dobrável e uma câmera de impressa que permitia tirar fotos em exposições de 1/1000 segundo. Isso permitiu uma configuração mais rápida do sistema de múltiplas câmeras da Muybridge, capaz de tirar mais exposições mais rapidamente devido à rapidez da velocidade do obturador. Ele também inventou um visualizador pessoal para suas cronofotografias, um disco giratório no qual as fotos podiam ser vistas com iluminação de uma faísca elétrica (em vez de projeção). As invenções cronofotográficas tornaram-se os fundamentos sobre os quais o cinema foi criado.

## Processo
Configurando uma sequência de câmeras para fotografar a locomoção de um objeto à medida que ele progride, o movimento era criado originalmente por cronofotografias. Isso pode ser feito por meio de um fio de disparo ou disparador de tempo eletricamente acoplado a cada câmera individualmente. O fotógrafo então juntou uma sequência de doze impressões fotográficas diferentes do objeto em movimento. O sujeito pode variar de um cavalo correndo a um humano descendo de uma escada ou objetos inanimados sendo jogados, lançados ou caindo. Para sobrepor as fases do movimento em uma única chapa, como o trabalho de Marey e Demeny, um fotógrafo fixa uma única chapa usando tiras de celulóide para cada imagem irregular e separada. Marey também desenvolveu mais tarde um dispositivo, moldado à maneira de uma arma, com o objetivo de fotografar curtas sequências do movimento natural dos pássaros durante o voo, que tirou doze fotografias sucessivas em um conjunto de discos. O disco continha 12 aberturas em torno de sua circunferência, e em sua frente havia um segundo disco perfurado por uma fenda. Pressionando o gatilho da arma, iniciava-se um mecanismo para girar os discos. O que transportava as 12 armações girava 1/12 de uma revolução, enquanto o que transportava a fenda do obturador girava uma vez, de modo que cada uma das 12 aberturas aparecia atrás da lente e era exposta através da fenda. Quando impresso, dava o mesmo efeito que seu processo de estratificação. (Eventualmente, Marey conseguiu fotografar em rolos de filme reais e projetar os quadros em sequência.) Dependendo do objetivo do cronofotógrafo, ele poderia posteriormente ser afixado em qualquer um dos vários dispositivos a serem exibidos em movimento ou para comparar as fases do movimento em camadas.

## Usos
O objetivo original da Cronofotografia era ajudar os cientistas a estudar objetos em movimento, principalmente seres humanos e animais. Também foi usado para fins práticos, como julgar eventos cronometrados e registrar eventos históricos (corridas de cavalos e cães, performances, etc) e estudar o movimento de projéteis para a guerra. Com o desenvolvimento de Anschutz de cronofotografias divertidas e não científicas, a cronofotografia se tornou a base para a invenção e o desenvolvimento da cinematografia. Devido ao desenvolvimento de dispositivos de projeção (o zootropo, o zoopraxiscópio de Muybridge, e, finalmente, a câmera de alta exposição de alta velocidade de Albert Londe, que passou o filme através de um projetor de uma nova maneira), a exibição de cronofotógrafias como entretenimento tornou-se mais sofisticada e útil do que nunca. Em pouco tempo, dispositivos cinematográficos surgiram de antecessores cronofotográficos originais, com os quais o público podia assistir a loops contínuos de atividades divertidas (por exemplo, os dispositivos de "peep show" construídos usando a tecnologia de luz de fundo de Thomas Edison, que exibia filmes levemente obscuros). A partir desses desenvolvimentos na história, cinematografia e filmes mudos de imagens em movimento foram inventados.